# Zoo (série catalane de télévision)
Pour les articles homonymes, voir Zoo.
Zoo est une série de télévision de TV3 produite par Diagonal TV débutée le 21 janvier 2008.
Elle comprend 23 épisodes.

## Scénario
La série évoque la vie et la carrière du personnel du Parc zoologique de Barcelone, comme les gardiens, les vétérinaires et les spécialistes.

## Distribution
Abel Ferreres
- Lluïsa Mallol: Mariona Colomer
- Miquel Sitjar: Gerard Comamala
- Nil Cardoner: Jan Hervera
- Paula Blanco: Clàudia Sala
- Núria Hosta: Elvira Prats
- Juli Fàbregas : Èric Ribes
- Javier Beltrán: Pep
- Núria Martínez: Eva Cases